# Hypodactylus dolops
Hypodactylus dolops es una especie de anfibio anuro de la familia Craugastoridae.

## Distribución geográfica
Esta especie habita entre los 1440 y 1950 m de altitud en el lado amazónico de la Cordillera Oriental:
- en Ecuador, en la provincia de Napo;
- en Colombia, en los departamentos de Putumayo y Caquetá.[4]

## Descripción
Los machos miden de 35.8 a 40.3 mm y las hembras de 56.6 a 57.6 mm. Su parte posterior es marrón o parda con manchas de color marrón oscuro o negro. Su vientre es de color amarillo cremoso a rosa oscuro con manchas marrones o marrón oscuro a negro con manchas blancas azuladas.

## Etimología
El nombre de su especie, del griego dolops, significa "escondido en una emboscada", y le fue dado en referencia a los especímenes descubiertos detrás de las cascadas.

## Publicación original
- Lynch & Duellman, 1980 : The Eleutherodactylus of the Amazonian slopes of the Ecuadorian Andes (Anura: Leptodactylidae). Miscellaneous Publication, Museum of Natural History, University of Kansas, vol. 69, p. 1-86[5]